# 1820 dans le catholicisme
Chronologie du catholicisme
- 1816
- 1817
- 1818
- 1819
- 1820
- 1821
- 1822
- 1823
- 1824

Cet article présente les faits marquants de l'année 1820 dans le catholicisme.

## Naissance
- 16 mars : Beneš Metod Kulda, prêtre patriote, écrivain et folkloriste tchèque († 6 mai 1903)
- 12 août : Franz Adolf Namszanowski, prélat prussien, évêque militaire catholique et évêque titulaire d'Agathopolis (de) († 22 mars 1900)
- 22 septembre : Martial Testard du Cosquer, prélat et missionnaire français, premier archevêque de Port-au-Prince († 27 juillet 1869)

## Décès
- 24 janvier : Diego Innico Caracciolo, cardinal italien de la Curie (° 18 juillet 1759)
- 27 janvier : Francisco Antonio Javier de Gardoqui Arriquibar, cardinal espagnol (° 9 octobre 1747)
- 8 février : Francisco Antonio Cebrián y Valda, cardinal espagnol, patriarche des Indes occidentales (° 19 février 1734)
- 20 avril : Bernardo Zamagna, prêtre jésuite, humaniste, helléniste et poète italien (° 9 novembre 1735)
- 1er mai : Lorenzo Litta, cardinal italien de la Curie (° 23 février 1756)
- 15 mai : Giovanni Battista Quarantotti, cardinal italien de la Curie (° 27 septembre 1733)